# اسلاگ (جرم)
اسلاگ (به انگلیسی: Slug) یکایی است برای جرم در دستگاه امپراتوری که بر پایه تعریف عبارت است از میزان جرمی که اگر نیروی یک پوند فورس (lbF) به آن وارد شود ،شتابی برابر با یک فوت بر مجذور ثانیه1 ft/s2 خواهد گرفت.
{\displaystyle 1\,{\text{slug}}=1\,{\frac {{\text{lb}}_{F}\cdot {\text{s}}^{2}}{\text{ft}}}\qquad \Longleftrightarrow \qquad 1\,{\text{lb}}_{F}=1\,{\frac {{\text{slug}}\cdot {\text{ft}}}{{\text{s}}^{2}}}}
اسلاگ به ازای گرانش استاندارد و یکای جهانی فوت، برابر است با ۳۲٫۱۷۴۰۵ lbm یا ۱۴٫۵۹۳۹۰۳ kg خواهد بود.